# Inanwatan
Inanwatan – miejscowość w Indonezji w prowincji Papua Zachodnia. Miasto położone jest na południowym wybrzeżu półwyspu Ptasia Głowa.